# Pete Lau
En aquest nom xinès, el cognom és Lau (Liu).
Pete Lau o Liu Zuohu (xinès tradicional: 劉作虎, xinès simplificat: 刘作虎, pinyin: Liú Zuòhǔ) és un empresari i executiu de negocis xinès. Ell és el fundador i executiu en cap de la marca xinesa de telèfons intel·ligents OnePlus.

## Carrera a Oppo
Lau va començar a treballar a Oppo Electronics com a enginyer de maquinari. Més tard va esdevenir el director de la divisió de Blu-ray d'Oppo. L'atenció de Lau per als detalls es va fer famós en els cercles tecnològics durant aquest temps, quan es va trencar una placa mare dels reproductors de Blu-ray per expressar la seva decepció pel disseny dels circuits. Després va esdevenir cap de màrqueting abans de ser assignat com el vicepresident. A mesura que el vicepresident va portar instrumental en CyanogenMod, un sistema operatiu basat en Android per al telèfon intel·ligent Oppo N1. Va dimitir d'Oppo al novembre de 2013 després d'haver treballat a l'empresa durant més d'una dècada.

## OnePlus
Al desembre de 2013 Lau va posar en marxa la seva pròpia empresa anomenada "OnePlus" amb l'objectiu de crear "un producte més bonic i de major qualitat." Al principi, OnePlus només va tenir 6 empleats. La reducció de costos per a l'empresa és prioritat des del principi, pel que Lau va optar per anar amb vendes en línia perquè s'inspira en el primer producte de la seva companyia de models de mercat de la línia Nexus i Oppo. Ell va triar CyanogenMod com el sistema operatiu del dispositiu, estenent els seus llaços amb Steve Kondik de Cyanogen Inc., qui va prendre contacte amb ell durant el seu temps a Oppo.
Com que OnePlus no comptava amb una planta de fabricació, Lau va aconseguir que el dispositiu sigui fabricat en les instal·lacions de l'antiga empresa Oppo. El dispositiu anomenat OnePlus One va ser anunciat oficialment a l'abril de 2014 i va arribar a estar disponible per a comandes en línia al juny de 2014. El One va rebre crítiques positives de la comunitat tecnològica, lloant les especificacions del telèfon, rendiment, disseny i càlcul de costos agressiva. L'atenció del dispositiu al detall, un aspecte que es pot atribuir a Lau, va ser elogiat per diversos experts en tecnologia. A causa de la limitada disponibilitat, el telèfon només es podia adquirir-se al principi a través d'un sistema de convidacions.
La fixació de preus del telèfon va ser discutit àmpliament en els mitjans de tecnologia. La versió de 16 GB del telèfon costa $299, mentre que la versió de 64 GB costarà $349, gairebé la meitat del preu d'altres dispositius insígnia de similars característiques. Lau va atribuir el baix cost a la falta dels costos de comercialització, l'estratègia de màrqueting en línia i baix marge de beneficis. L'estratègia va ser etiquetat com a valent i arriscat per a una empresa d'una nova pàgina web de tecnologia Tech Radar. Un altre lloc de tecnologia Phone Arena va comentar que "si OnePlus pot tenir èxit la venda dels seus telèfons intel·ligents sense publicitat en televisió, s'haurà fet alguna cosa que els grans fabricants no podien aconseguir".
Per a desembre de 2014, es van vendre gairebé 1 milió de telèfons intel·ligents.
OnePlus va anunciar un altre sistema operatiu "OxygenOS" per als seus telèfons intel·ligents quan YU Televentures, una altra empresa que ve de l'Índia (vinculat a Micromax), va anunciat que és l'únic que té permís per a l'ús de Cyanogen OS a l'Índia.